# بيرت اندروز (صحفي)
بيرت اندروز (بالإنجليزية: Bert Andrews)‏ هو صحفي أمريكي، ولد في 1901 في كولورادو سبرينغس في الولايات المتحدة، وتوفي في 1953 في دنفر في الولايات المتحدة.